# Thunbergiasläktet
Thunbergiasläktet (Thunbergia) är ett växtsläkte inom familjen akantusväxter som består av cirka 200 arter. De förekommer i tropiska och subtropiska områden i Afrika, Madagaskar, Asien och Australien. Vissa arter kan man dessutom hitta som förvildade trädgårdsväxter även i Sydamerika och Centralamerika. De flesta är klättrande, men det finns också örter och buskar. En art, Svartöga, (Thunbergia alata),  odlas som ettårig utplanteringsväxt i Sverige. Den vanligt förekommande som frö eller ibland i kruka i den svenska handeln. Ett flertal andra arter odlas som krukväxter.
Släktet är uppkallat efter en av Linnés lärjungar, Carl Peter Thunberg, som gjorde resor till bland annat Sydafrika och Japan.

## Bildgalleri

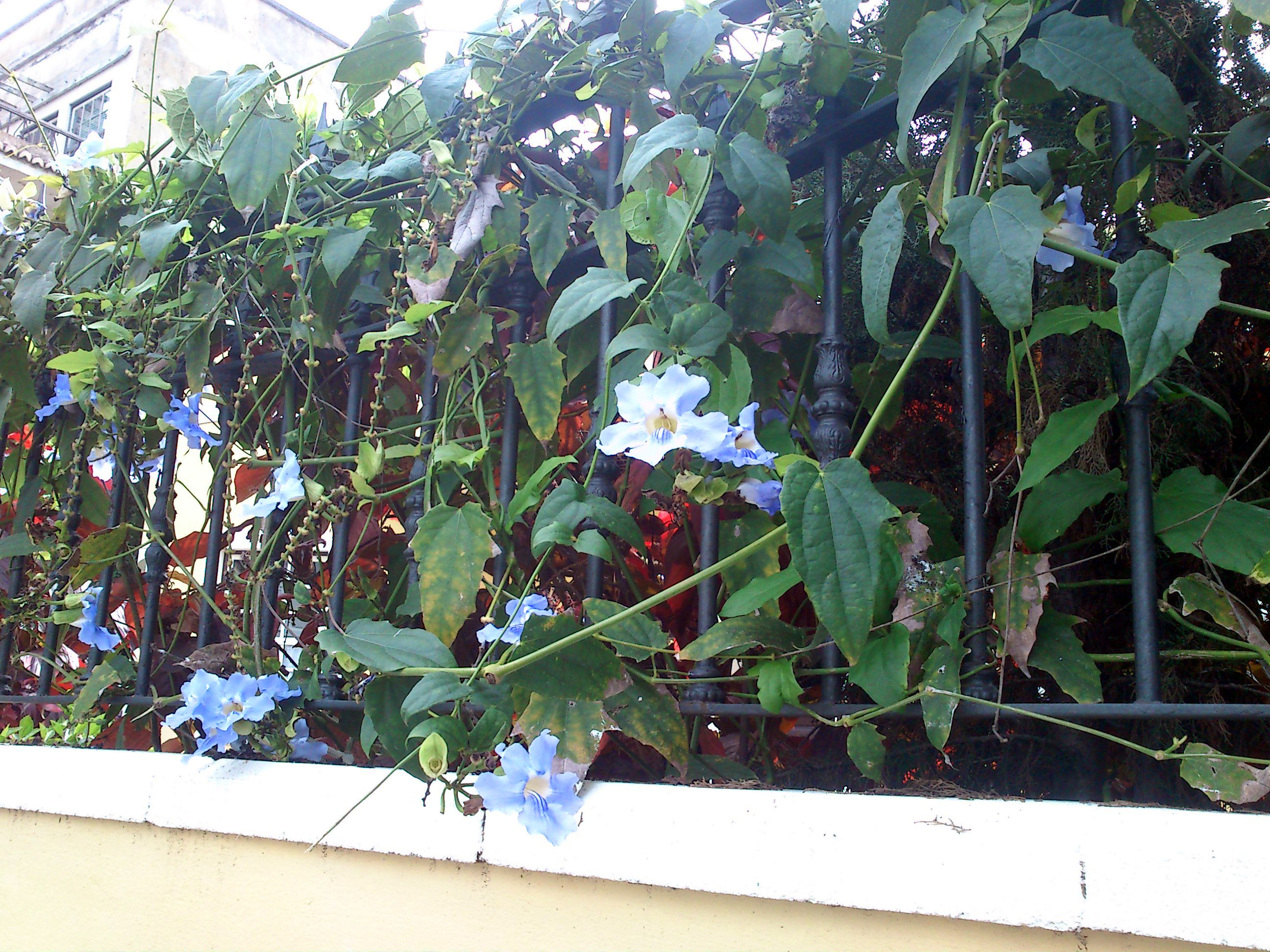
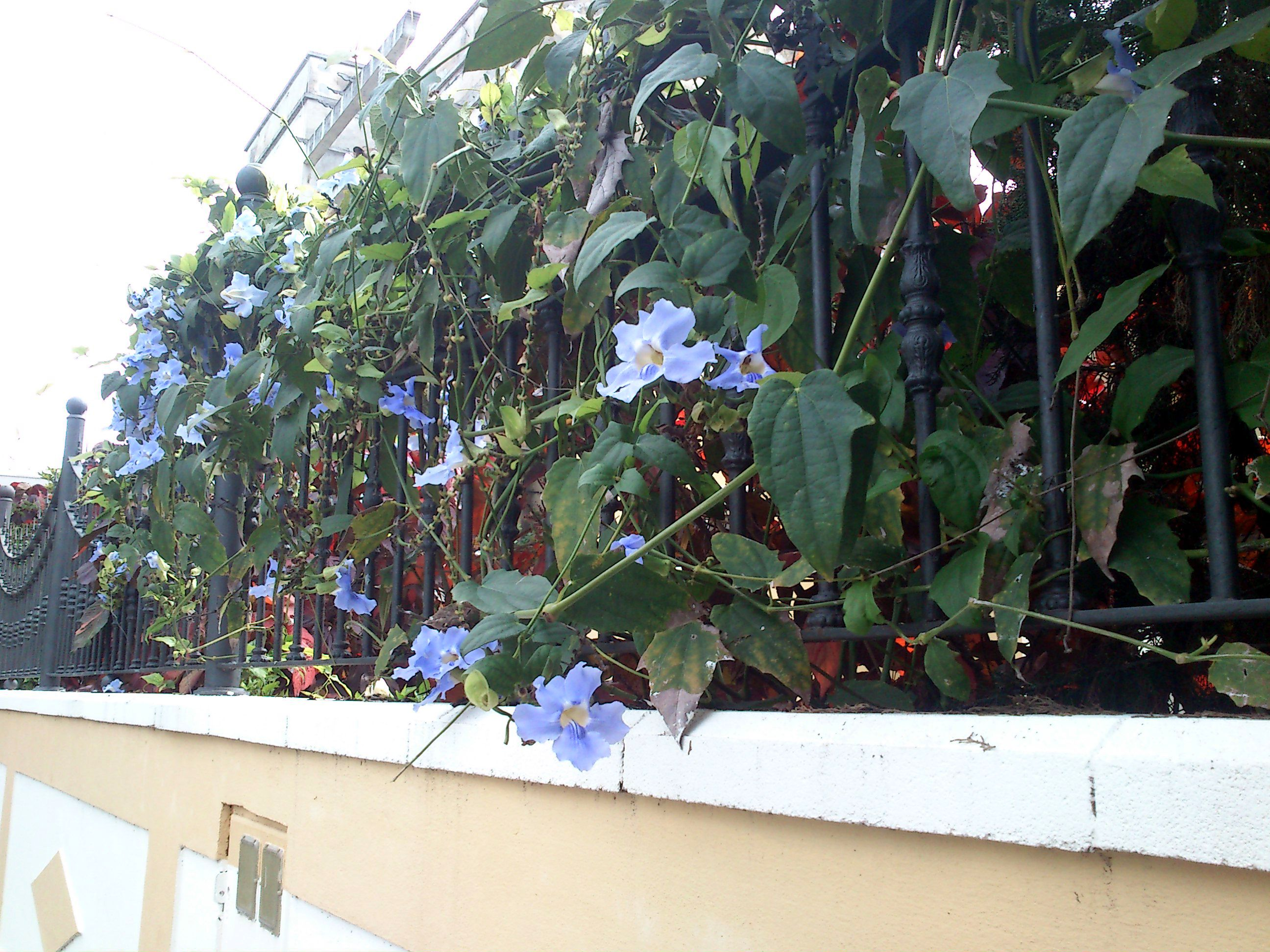
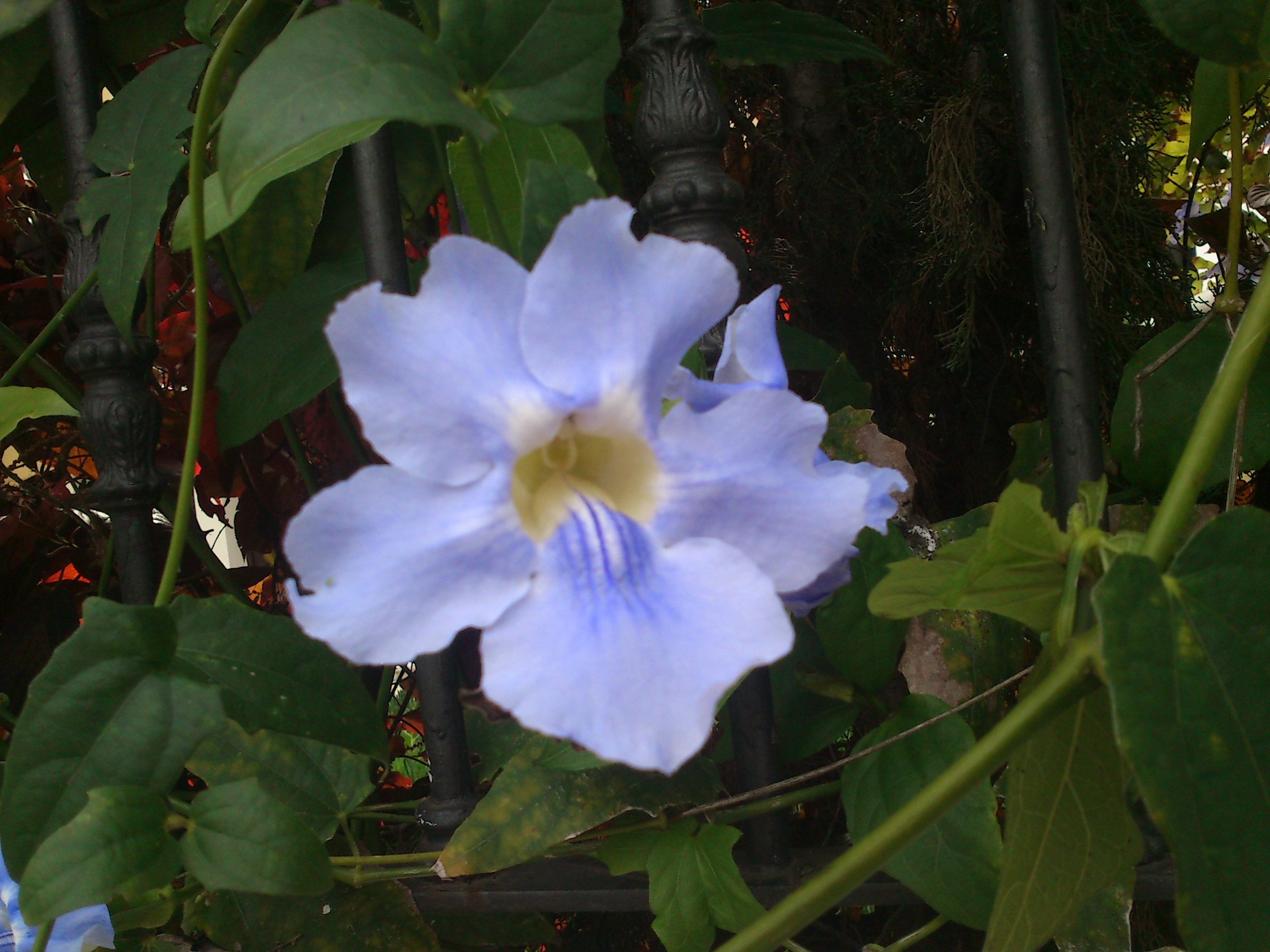
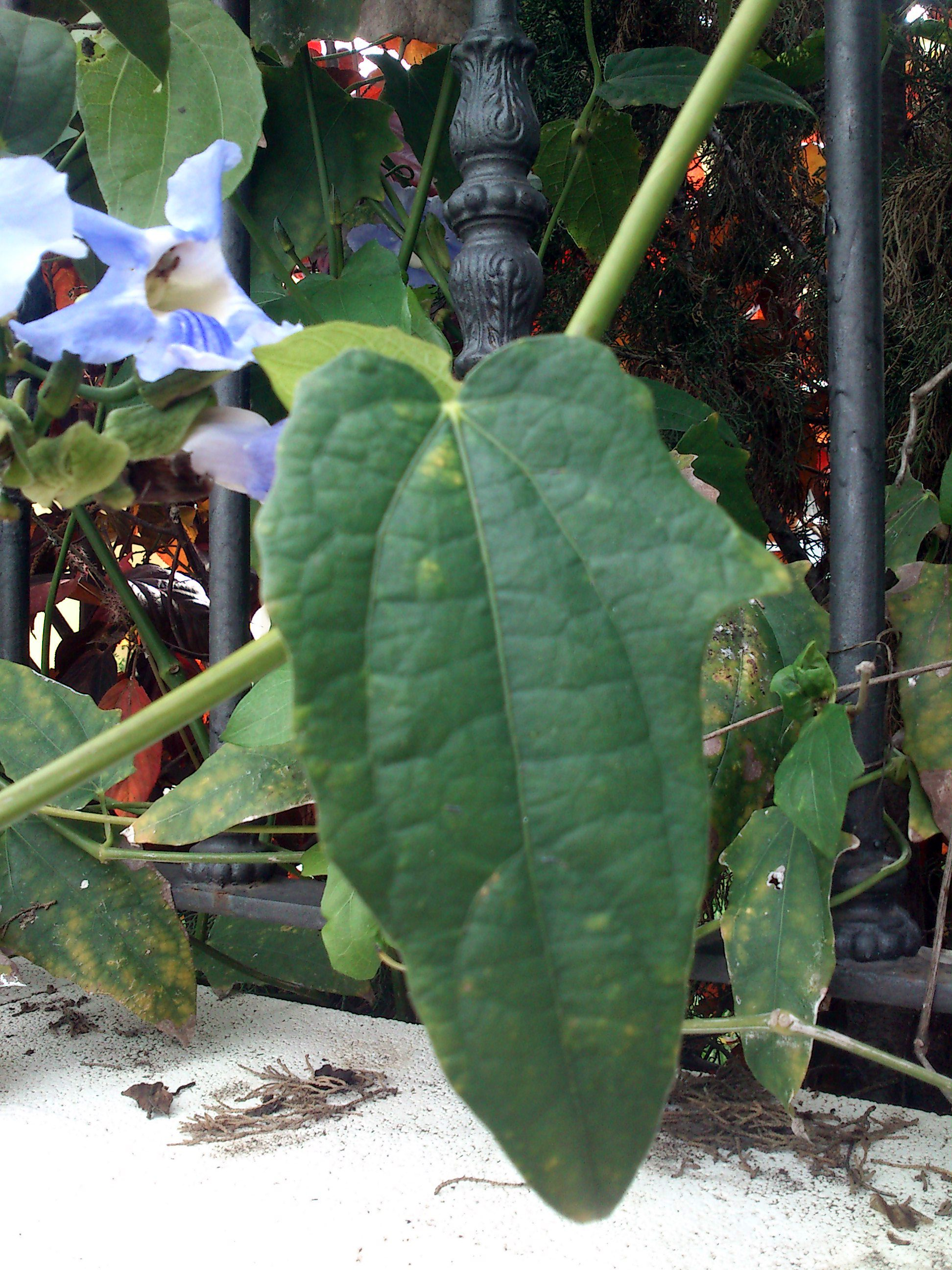
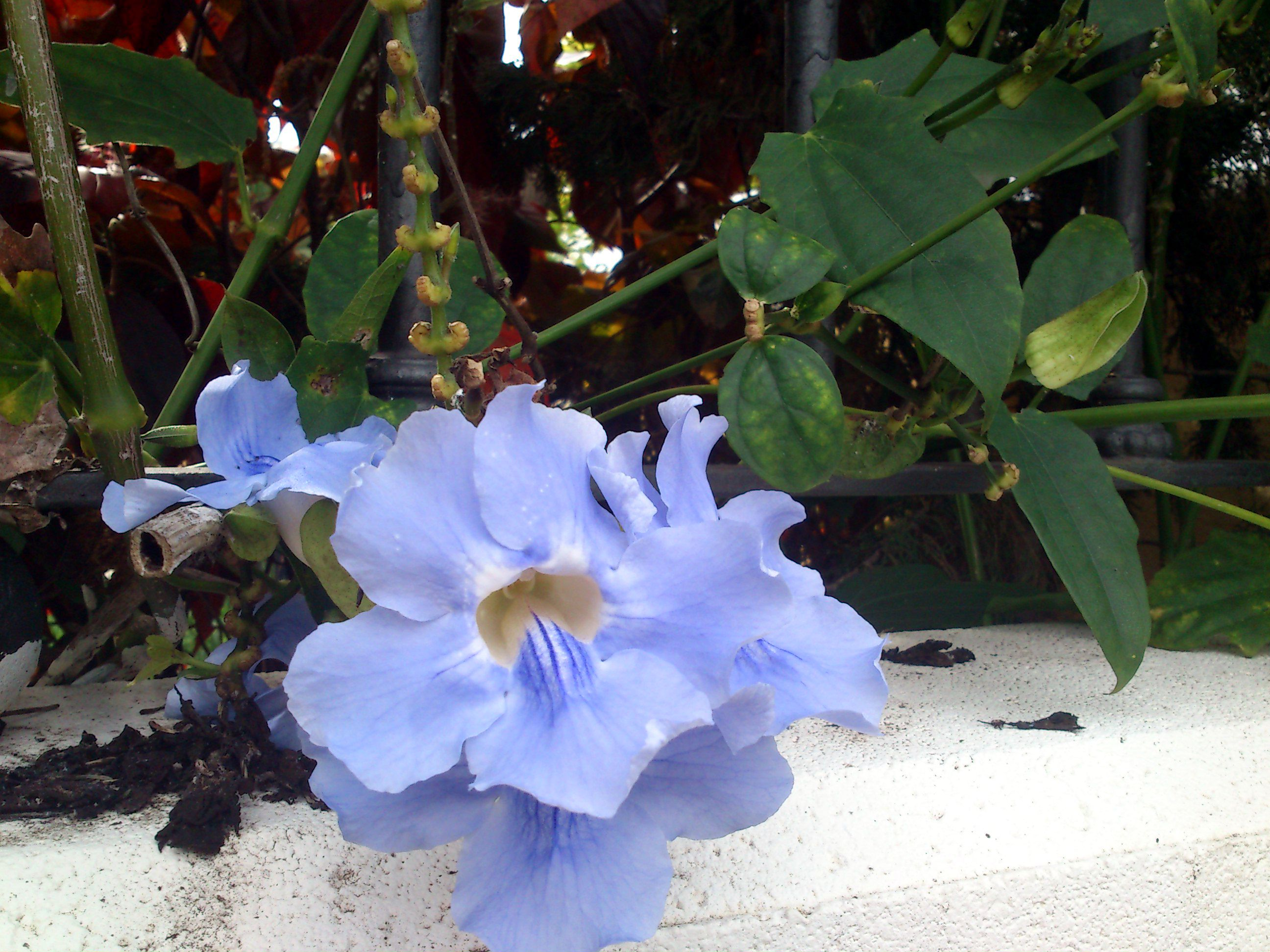
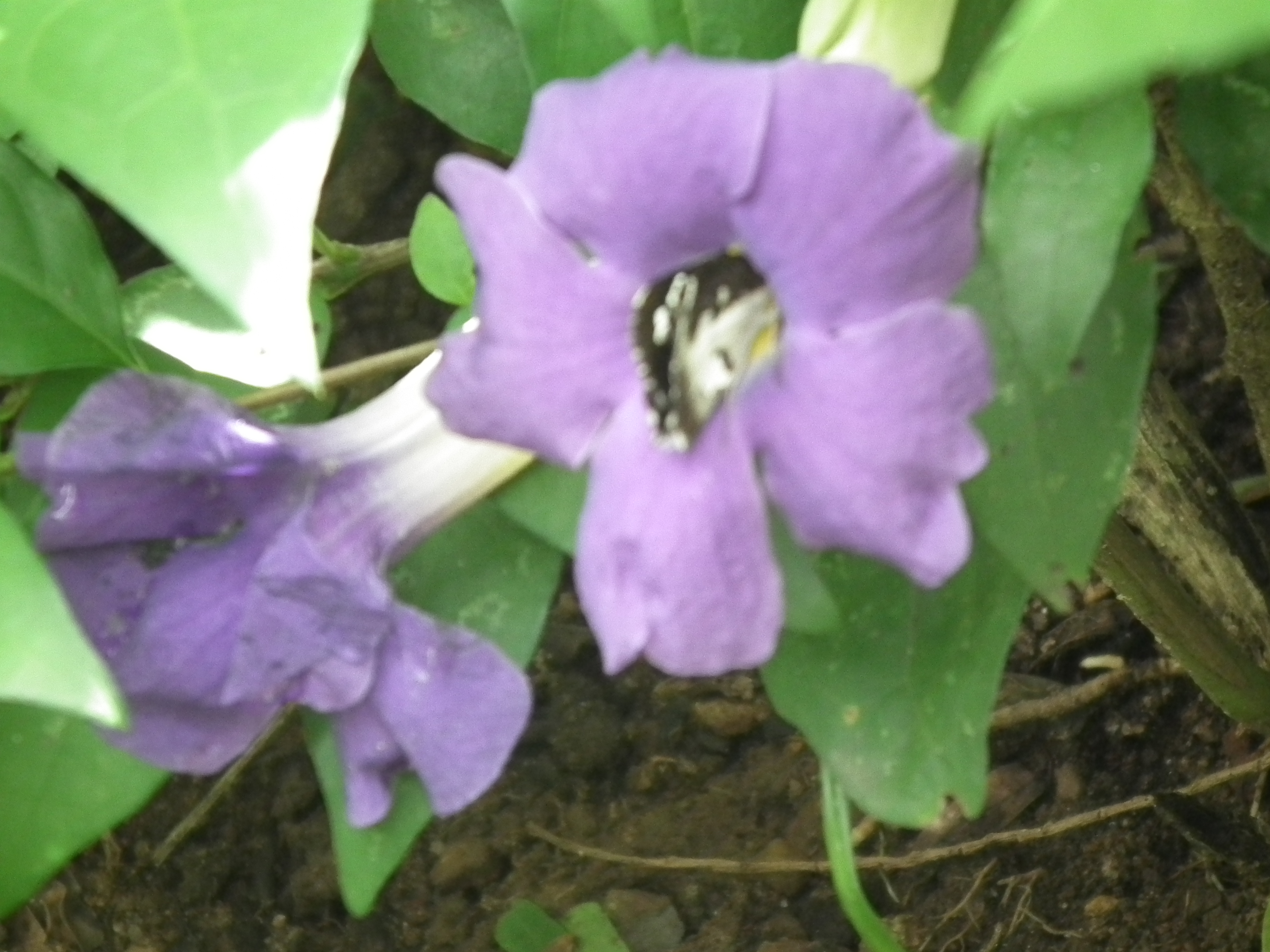

## Dottertaxa till Thunbergior, i alfabetisk ordning[1]
- Thunbergia adenocalyx
- Thunbergia alata
- Thunbergia amoena
- Thunbergia anatina
- Thunbergia angolensis
- Thunbergia angulata
- Thunbergia annua
- Thunbergia armipotens
- Thunbergia arnhemica
- Thunbergia atacorensis
- Thunbergia atriplicifolia
- Thunbergia austromontana
- Thunbergia bancana
- Thunbergia barbata
- Thunbergia batjanensis
- Thunbergia battiscombei
- Thunbergia benguettensis
- Thunbergia bianoensis
- Thunbergia bicolor
- Thunbergia bogoroensis
- Thunbergia brachypoda
- Thunbergia brachytyla
- Thunbergia buennemeyeri
- Thunbergia capensis
- Thunbergia celebica
- Thunbergia chrysops
- Thunbergia ciliata
- Thunbergia citrina
- Thunbergia clarkei
- Thunbergia coccinea
- Thunbergia colpifera
- Thunbergia convolvulifolia
- Thunbergia crispa
- Thunbergia crispula
- Thunbergia cuanzensis
- Thunbergia cyanea
- Thunbergia cycloneura
- Thunbergia cycnium
- Thunbergia cynanchifolia
- Thunbergia dasychlamys
- Thunbergia dregeana
- Thunbergia eberhardtii
- Thunbergia erecta
- Thunbergia erythreae
- Thunbergia eymae
- Thunbergia fasciculata
- Thunbergia fastuosa
- Thunbergia fischeri
- Thunbergia fragrans
- Thunbergia geoffrayi
- Thunbergia gibsonii
- Thunbergia gossweileri
- Thunbergia gracilis
- Thunbergia graminifolia
- Thunbergia grandiflora
- Thunbergia gregorii
- Thunbergia guerkeana
- Thunbergia hamata
- Thunbergia hastata
- Thunbergia hebecocca
- Thunbergia hederifolia
- Thunbergia heterochondros
- Thunbergia hirsuta
- Thunbergia holstii
- Thunbergia hossei
- Thunbergia huillensis
- Thunbergia hyalina
- Thunbergia ilocana
- Thunbergia jayii
- Thunbergia kangeanensis
- Thunbergia kirkiana
- Thunbergia kirkii
- Thunbergia laborans
- Thunbergia lacei
- Thunbergia laevis
- Thunbergia lamellata
- Thunbergia lancifolia
- Thunbergia lathyroides
- Thunbergia laurifolia
- Thunbergia leucorhiza
- Thunbergia liebrechtsiana
- Thunbergia longifolia
- Thunbergia lutea
- Thunbergia macalensis
- Thunbergia maculata
- Thunbergia malangana
- Thunbergia masisiensis
- Thunbergia mauginii
- Thunbergia mechowii
- Thunbergia microchlamys
- Thunbergia mildbraediana
- Thunbergia minziroensis
- Thunbergia mufindiensis
- Thunbergia mysorensis
- Thunbergia napperae
- Thunbergia natalensis
- Thunbergia neglecta
- Thunbergia nivea
- Thunbergia oblongifolia
- Thunbergia oubanguiensis
- Thunbergia papilionacea
- Thunbergia papuana
- Thunbergia parviflora
- Thunbergia parvifolia
- Thunbergia paulitschkeana
- Thunbergia petersiana
- Thunbergia pleistodonta
- Thunbergia pondoensis
- Thunbergia purpurata
- Thunbergia pynaertii
- Thunbergia quadrialata
- Thunbergia quadricostata
- Thunbergia racemosa
- Thunbergia recasa
- Thunbergia reniformis
- Thunbergia retefolia
- Thunbergia reticulata
- Thunbergia richardsiae
- Thunbergia ridleyi
- Thunbergia rogersii
- Thunbergia rufescens
- Thunbergia ruspolii
- Thunbergia schimbensis
- Thunbergia schliebenii
- Thunbergia serpens
- Thunbergia siantanensis
- Thunbergia similis
- Thunbergia smilacifolia
- Thunbergia stellarioides
- Thunbergia stelligera
- Thunbergia stenochlamys
- Thunbergia subalata
- Thunbergia subcordatifolia
- Thunbergia thespesiifolia
- Thunbergia togoensis
- Thunbergia tomentosa
- Thunbergia trachychlamys
- Thunbergia tsavoensis
- Thunbergia usambarica
- Thunbergia venosa
- Thunbergia verdcourtii
- Thunbergia vogeliana
- Thunbergia vossiana